# Maksym Styenkovyy
Maksym Styenkovyy né en 1982, est un grimpeur ukrainien. 

## Palmarès

### Championnats du monde
- 2005 à Munich,  Allemagne
  -  Médaille d'argent en vitesse
- 2003 à Chamonix,  France
  -  Médaille d'or en vitesse
- 2001 à Winterthour,  Suisse
  -  Médaille d'or en vitesse

### Championnats d'Europe
- 2008 à Paris,  France
  -  Médaille de bronze en vitesse
- 2004 à Lecco,  Italie
  -  Médaille d'argent en vitesse
- 2002 à Chamonix,  France
  -  Médaille d'or en vitesse
- 2000 à Munich,  Allemagne
  -  Médaille d'or en vitesse